# Gosaldo
Gosaldo (ladin: Gosalt) est une commune italienne de la province de Belluno, dans la région Vénétie.

## Démographie
Son nombre d'habitants avoisine les 548.

## Linguistique
Les habitants de Gosaldo parlent en général entre eux une variante du ladin.

## Monuments
- L’église Beata Vergine Addolorata qui fut en partie dévastée par une inondation le 4 novembre 1966.

## Administration
| Période                                  | Période | Identité | Étiquette | Qualité |
| ---------------------------------------- | ------- | -------- | --------- | ------- |
|                                          |         |          |           |         |
| Les données manquantes sont à compléter. |         |          |           |         |

### Communes limitrophes
Cesiomaggiore, Rivamonte Agordino, Sagron Mis, Sedico, Sospirolo, Taibon Agordino, Tonadico, Voltago Agordino